# Reina-Valera

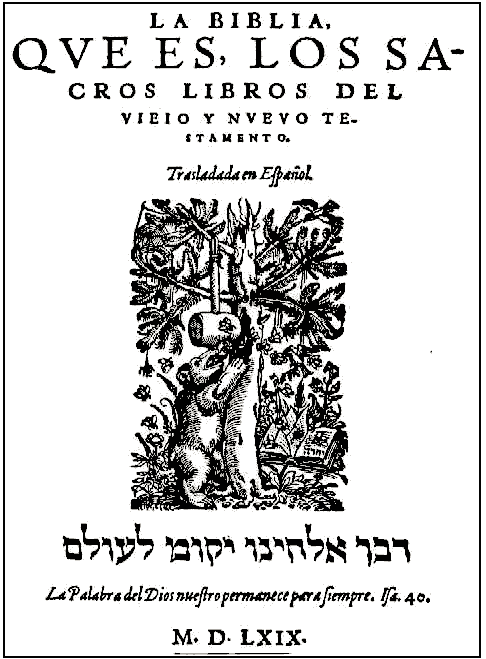
Deckblatt der Biblia del Oso

Die Reina-Valera ist eine spanische Bibelübersetzung, die erstmals 1569 in Basel in der Schweiz veröffentlicht wurde. Sie hat im Spanischen den Spitznamen „Biblia del Oso“ (zu deutsch: Bibel vom Bären). Sie war nicht die erste vollständige spanische Bibelübersetzung. Spanische Bibelübersetzungen existierten schon in den Jahrhunderten zuvor, beispielsweise die Alfonsina-Bibel.

## Entstehung
Hauptsächlicher Übersetzer der spanischen Bibel von 1569 war Casiodoro de Reina, ein unabhängiger evangelischer Theologe. Ein in der Bodleian Library gefundenes Manuskript belegt zudem, dass die spanische Bibel ein Gemeinschaftsprojekt war. Die Übersetzung basierte auf dem hebräischen masoretischen Text (Bombergs Ausgabe, 1525) und dem griechischen Textus Receptus (Stephanus’ Ausgabe, 1550). Als Sekundärquelle verwendete de Reina die Ferrara-Bibel (für das Alte Testament) und die lateinische Ausgabe von Santes Pagnino. Für das Neue Testament zog man die Übersetzungen von Francisco de Enzinas (El Nuevo Testamento de Enzinas) und Juan Pérez de Pineda heran. Die 1569er Ausgabe enthielt die apokryphen bzw. deuterokanonischen Bücher des Alten Testaments.
Diese spanische Bibelübersetzung prägte das Bild von der Heiligen Schrift unter den spanischen Protestanten, ähnlich wie es die King James Version in England tat.

## Erste Revisionen
Die spanische Bibel durchlief genauso wie die englische Bibel, deren Erstübersetzer seine Arbeit ebenfalls nicht vollenden konnte, schon früh zahlreiche Revisionen.
Die erste Revision im Jahre 1602 unter den Augen ihres Herausgebers Cipriano de Valera wurde in Amsterdam gedruckt. Hierbei wurden die Apokryphen wie in der Lutherbibel in einen separaten Abschnitt zwischen dem Alten und dem Neuen Testament verschoben.
Die nächste Revision erfolgte 1862, weitere folgten in den Jahren 1909, 1960 und 1995. Moderne protestantische Bibelausgaben verzichten, so auch in Spanien, häufig auf die Apokryphen.
Seit der Veröffentlichung der 1960er Revision gab es zahlreiche Debatten unter konservativen christlichen Gruppen, die die Reina-Valera-Bibel nutzen. Gleichwohl wurde diese Revision die maßgebliche Bibel vieler Millionen spanischsprachiger Christen der Welt. Fast alle spanischen Fundamentalisten nutzen sie, trotz weiterer Revisions-Versuche.

## Andere Revisionen
- Die Purifizierte Bibel, erstellt 1602 in Monterrey, Mexiko.
- Eine andere Revision der Valera-Bibel wurde 1865 von Dr. Ángel H. de Mora aus Spanien erstellt und anschließend von der American Bible Society gedruckt. Die Amerikanische Bibelgesellschaft druckte diese Valera-Ausgabe bis in the 1950er Jahre nach. Im Jahr 2000 wurde sie erneut von lokalen kirchlichen Bibel-Verlagen aus Lansing, Michigan und auch von der Valera Bible Society aus Miami, Florida, gedruckt.
- Die Reina-Valera-Gomez-Bibel, erstellt in Matamoros, Mexiko.[5][6]
- Die Trinitarian Bible Society arbeitet momentan an einer Revision der Valera-Bibel von 1909.
- Im September 2009 will die Kirche Jesu Christi der Heiligen der Letzten Tage ihre erste offizielle spanische Ausgabe, basierend auf der Reina-Valera-Ausgabe von 1909, mit einer sehr konservativen Aktualisierung der überholten Grammatik und des Vokabulars, herausgeben.[7]

Vielfach werden jüngere Revisionen, wie die 1995er, von Konservativen abgelehnt.